# Macumba
Macumba è un termine della lingua africana bantù usato per definire pratiche religiose che fondono elementi pagani di origine africana con influssi di cristianesimo popolare.
È diffuso particolarmente in Brasile e nelle Antille.

## Storia
La macumba include spesso elementi provenienti da altre religioni, creando un sincretismo che abbraccia sia religioni autoctone africane che la spiritualità brasiliana. Le cerimonie della macumba sono fortemente influenzate dagli elementi africani e spesso avvengono all'aperto, includono sacrifici animali (galli e galline) e offerte agli spiriti (denaro, tabacco), in modo simile a quanto avviene nel 
vudù haitiano. Alcuni medianisti (medium), chiamati macumbeiro, officiano riti e cerimonie. Anche se la macumba può essere vista come una religione a sé stante, spesso i praticanti sono affiliati ad altre fedi religiose pagane. La macumba è quindi capillare nelle comunità brasiliane, dove consultare un macumbeiro per rituali di buona fortuna è pratica abbastanza comune. In generale, la parola macumba è usata in Brasile per definire riti o religioni di origine africana, spesso per indicare credenze superstiziose. 
In Italia si usa il termine macumba per indicare sia i rituali di magia nera propri delle popolazioni africane e afroamericane, indirizzati contro un'altra persona o un'attività che altri hanno intrapreso, sia, nel linguaggio comune, per definire un qualunque rito o desiderio malefico non meglio specificato.